# Rotunda sv. Lovrenca, Mantova
Rotunda svetega Lovrenca (italijansko Rotonda di San Lorenzo) je romanska osrednja stavba iz poznega 11. stoletja v središču italijanskega mesta Mantova, le nekaj metrov južno od Sodne palače (Palazzo della Ragione) ob trgu Erbe, zgrajenem v 13. stoletju.

## Zgodovina gradnje
Po ustnem izročilu se je začela gradnja leta 1083 na pobudo mejne grofice Matilde Toskanske (znane tudi kot Matilda iz Canosse). Tako kot skoraj vse okrogle stavbe srednjega veka stoji po izročilu bazilike Svetega groba v Jeruzalemu. Cerkev je približno 1,50 m pod nivojem terena v soseščini in zgrajenega le okoli 150 let kasneje, kar morda dokazuje, da je bila zgrajena na temeljih antične stavbe (verjetno krožnega templja). Po verjetno neuspelih strukturnih spremembah  Leona Battiste Albertija in  Giulia Romana so cerkev leta 1579 zaprli za verske namene zaradi slabega stanja. V naslednjih stoletjih se je uporabljala kot gradbeni material in propadala. Obnovljena je bila šele v letih 1908–1911. Leta 1926 je cerkev prevzel dominikanski red. Od takrat je bila odprta za javnost kot župnijska cerkev.

## Arhitektura

### Zunanjost
Spodnji del cerkvene stavbe ima obliko šestnajstkotnika, na robovih poudarjenega s služniki. Na zunanji in notranji strani je zgrajen iz opeke ter ima manjši osrednji stolp. Oba dela, ki sta blizu roba strešnega profila, sta okrašena s polkrožnim ločnim frizom, nad katerim je še majhen zobčasti friz. Koliko to ustreza prvotnemu stanju, ni več natančno jasno.

### Notranjost
Notranjost cerkvene stavbe je sestavljena iz 14 opečnih okroglih stebrov (brez kapitelov, vendar z impostom) in dveh ponovno uporabljenih starodavnih stebrov (spolija) z velikimi kapiteli na obeh straneh vzhodne apside. Rekonstrukcija cone empore izvira predvsem iz domišljije restavratorjev. Obe komponenti sta pokriti s trapeznimi križnorebrastimi oboki, ki so prav tako narejeni iz opeke. V pritličju so oboki ometani, nekatere srednjeveške freske so še vedno prepoznavne.